# Boldog (Hungria)
Boldog é um município da Hungria, situado no condado de Heves. Tem 26,74 km² de área e sua população em 2015 foi estimada em 2.937 habitantes.